# Endoxyla angasii
Endoxyla angasii is een vlinder uit de familie van de Houtboorders (Cossidae). De wetenschappelijke naam van de soort is voor het eerst gepubliceerd in 1874 door Cajetan Freiherr von Felder.
De soort komt voor in Australië.